# Henri-Pierre Castelnau

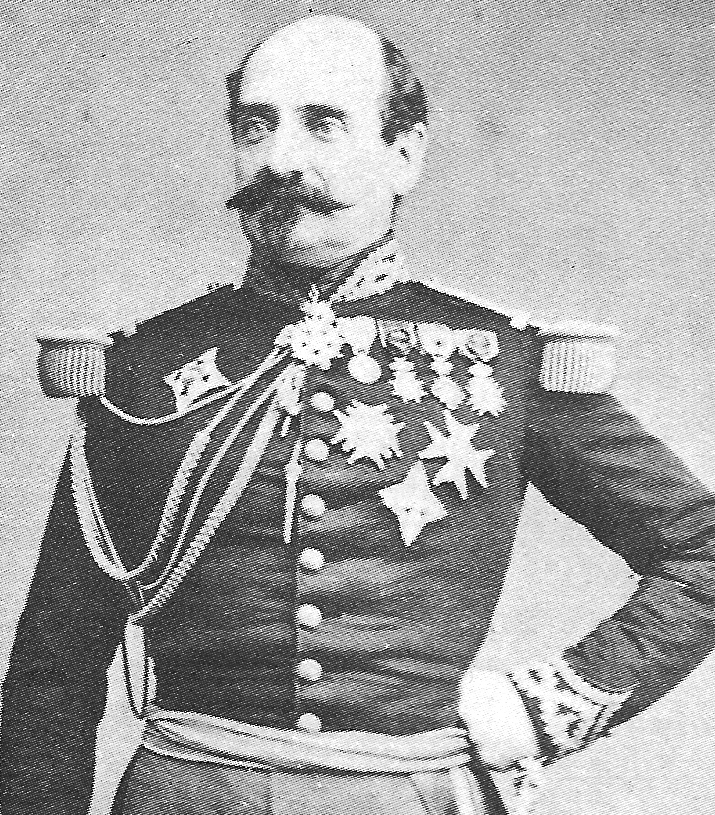
El General Henri-Pierre Castelnau

Henri-Pierre Jean Abdon Castelnau, nat el 30 de juliol del 1814 a Prada (Conflent) i mort l'1 de novembre del 1890 a París, fou un general de divisió català de l'exèrcit francès.

## Presentació
Tingué una carrera ràpida a l'estat major, on va desenvolupar quasi sempre funcions d'ajuda de camp, particularment amb els mariscals Magnan i Vaillant, i, sobretot, amb l'emperador Napoleó III, del 1859 al 1870.
Napoleó III l'envià a Mèxic l'octubre del 1866 amb la delicada missió de vetllar per l'execució de les seves instruccions per a l'evacuació del país. Havia de constrènyer el mariscal Bazaine, qui volia prolongar la campanya, a tornar a Europa.
Com a primer ajuda de camp de Napoleó III, acompanyà l'emperador fins a Sedan. De seguida, després de la capitulació de l'exèrcit, l'acompanyà de Sedan a Cassel tot passant per Bèlgica, i restà prop d'ell durant tota la seva captivitat al Castell de Wilhelmshöhe, del 5 de setembre del 1870 al 19 de març del 1871.
Fou encarregat de representar l'emperador davant del general de Wimpffen, durant les difícils negociacions anteriors a la signatura de la capitulació de Sedan.
Alliberat a Ostende (Bèlgica) el 1871, cessà tota mena d'activitat militar.
Va presidir la comissió encarregada de preparar la institució de l'École supérieure de Guerre.
Fou conseller general de les Landes. Era fill de Prada, però la seva família s'havia instal·lat a Mont-de-Marsan.